# Ministère de la Défense (Côte d'Ivoire)
Pour les articles homonymes, voir Ministère de la Défense et Ministère de la Guerre.
Le ministère de la Défense est le département ministériel du gouvernement de la Côte d'Ivoire chargé de l'organisation et de la préparation de la défense militaire, ainsi que de la gestion des forces armées. Il est installé au Plateau, quartier administratif d'Abidjan.
L'actuel ministre est Téné Birahima Ouattara depuis le 10 mars 2021.

## Chronologie
Depuis le 14 novembre 1961, le ministère porte la dénomination officielle « Ministère de la Défense ».

## Attributions
Le ministre de la Défense est responsable de la préparation et de l’exécution de la politique de Défense. Il est en particulier chargé de l’organisation, de la gestion, de la mise en condition d’emploi et de la mobilisation de l’ensemble des forces armées ainsi que de l’infrastructure militaire.
Le ministre de la Défense dispose d’une administration centrale et de deux organes de commandement, l’État-major général des Armées et le commandement supérieur de la Gendarmerie nationale.

## Historique
Liste des ministres de la Défense de Côte d'Ivoire :

### Première République
| Ministre                                           | Ministre                                         | Parti                                | Intitulé                                                   | Début                                | Fin                                  | Gouvernement                         |
| Présidence de Félix Houphouët-Boigny               | Présidence de Félix Houphouët-Boigny             | Présidence de Félix Houphouët-Boigny | Présidence de Félix Houphouët-Boigny                       | Présidence de Félix Houphouët-Boigny | Présidence de Félix Houphouët-Boigny | Présidence de Félix Houphouët-Boigny |
| -------------------------------------------------- | ------------------------------------------------ | ------------------------------------ | ---------------------------------------------------------- | ------------------------------------ | ------------------------------------ | ------------------------------------ |
|                                                    | Jean Konan Banny (2 ans, 7 mois et 25 jours)     | PDCI                                 | Ministre de la Défense                                     | 3 janvier 1961                       | 15 février 1963                      | Houphouët-Boigny I                   |
| 15 février 1963                                    | Jean Konan Banny (2 ans, 7 mois et 25 jours)     | PDCI                                 | Ministre de la Défense                                     | 28 août 1963                         | Houphouët-Boigny II                  |                                      |
|                                                    | Felix Houphouët-Boigny (13 jours)                | PDCI                                 | Ministre de la Défense de faco                             | 28 août 1963                         | Houphouët-Boigny II                  | 10 septembre 1963                    |
|                                                    | Blé Kouadio M’Bahia (17 ans, 4 mois et 23 jours) | PDCI                                 | Ministre des Forces armées, jeunesse et du service civique | 10 septembre 1963                    | 21 janvier 1966                      | Houphouët-Boigny III                 |
| 21 janvier 1966                                    | Blé Kouadio M’Bahia (17 ans, 4 mois et 23 jours) | PDCI                                 | Ministre des Forces armées, jeunesse et du service civique | 23 septembre 1968                    | Houphouët-Boigny IV                  |                                      |
| Ministre des Forces armées et du service civique   | Blé Kouadio M’Bahia (17 ans, 4 mois et 23 jours) | PDCI                                 | 23 septembre 1968                                          | 5 janvier 1970                       | Houphouët-Boigny V                   |                                      |
| Ministre des Forces armées et du service civique   | Blé Kouadio M’Bahia (17 ans, 4 mois et 23 jours) | PDCI                                 | 5 janvier 1970                                             | 8 juin 1971                          | Houphouët-Boigny VI                  |                                      |
| Ministre des Forces armées et du service civique   | Blé Kouadio M’Bahia (17 ans, 4 mois et 23 jours) | PDCI                                 | 8 juin 1971                                                | 24 juillet 1974                      | Houphouët-Boigny VII                 |                                      |
| Ministre de la Défense et du service civique       | Blé Kouadio M’Bahia (17 ans, 4 mois et 23 jours) | PDCI                                 | 24 juillet 1974                                            | 4 mars 1976                          | Houphouët-Boigny VIII                |                                      |
| Ministre de la Défense et du service civique       | Blé Kouadio M’Bahia (17 ans, 4 mois et 23 jours) | PDCI                                 | 4 mars 1976                                                | 27 juillet 1977                      | Houphouët-Boigny IX                  |                                      |
| Ministre de la Défense et du service civique       | Blé Kouadio M’Bahia (17 ans, 4 mois et 23 jours) | PDCI                                 | 27 juillet 1977                                            | 16 février 1978                      | Houphouët-Boigny X                   |                                      |
| Ministre de la Défense et du service civique       | Blé Kouadio M’Bahia (17 ans, 4 mois et 23 jours) | PDCI                                 | 16 février 1978                                            | 2 février 1981                       | Houphouët-Boigny XI                  |                                      |
|                                                    | Jean Konan Banny (9 ans, 8 mois et 5 jours)      | PDCI                                 | Ministre de la Défense et du service civique               | 2 février 1981                       | 18 novembre 1983                     | Houphouët-Boigny XII                 |
| Ministre de la Défense                             | Jean Konan Banny (9 ans, 8 mois et 5 jours)      | PDCI                                 | 18 novembre 1983                                           | 10 juillet 1986                      | Houphouët-Boigny XIII                |                                      |
| Ministre de la Défense                             | Jean Konan Banny (9 ans, 8 mois et 5 jours)      | PDCI                                 | 10 juillet 1986                                            | 16 octobre 1989                      | Houphouët-Boigny XIV                 |                                      |
| Ministre de la Défense                             | Jean Konan Banny (9 ans, 8 mois et 5 jours)      | PDCI                                 | 16 octobre 1989                                            | 7 novembre 1990                      | Houphouët-Boigny XV                  |                                      |
|                                                    | Léon Konan Koffi (3 ans, 2 mois et 2 jours)      | PDCI                                 | Ministre de la Défense                                     | 7 novembre 1990                      | 9 décembre 1993                      | Ouattara                             |
| Présidence d'Henri Konan Bédié                     |                                                  |                                      |                                                            |                                      |                                      |                                      |
|                                                    | Léon Konan Koffi (1 an, 10 mois et 7 jours)      | PDCI                                 | Ministre de la Défense                                     | 15 décembre 1993                     | 22 octobre 1995                      | Duncan I                             |
| Vincent N'Gatta Bandama (4 ans, 2 mois et 2 jours) | PDCI                                             | Ministre de la Défense               | 22 octobre 1995                                            | 11 août 1998                         | Duncan II                            |                                      |
| Vincent N'Gatta Bandama (4 ans, 2 mois et 2 jours) | PDCI                                             | Ministre de la Défense               |                                                            | 11 août 1998                         | 24 décembre 1999                     | Duncan III                           |
| Présidence de Robert Guéï                          |                                                  |                                      |                                                            |                                      |                                      |                                      |
|                                                    | Robert Guéï (9 mois et 26 jours)                 | Indépendant                          | Ministre de la Défense                                     | 4 janvier 2000                       | 18 mai 2000                          | Guéï                                 |
| 18 mai 2000                                        | Robert Guéï (9 mois et 26 jours)                 | Indépendant                          | Ministre de la Défense                                     | 30 octobre 2000                      | Diarra I                             |                                      |

### Deuxième République
| Ministre                       | Ministre                     | Ministre                                           | Parti                                         | Intitulé                                                           | Ministre délégué             | Ministre délégué             | Ministre délégué             | Début                        | Fin                          | Gouvernement                 |
| Présidence de Laurent Gbagbo   | Présidence de Laurent Gbagbo | Présidence de Laurent Gbagbo                       | Présidence de Laurent Gbagbo                  | Présidence de Laurent Gbagbo                                       | Présidence de Laurent Gbagbo | Présidence de Laurent Gbagbo | Présidence de Laurent Gbagbo | Présidence de Laurent Gbagbo | Présidence de Laurent Gbagbo | Présidence de Laurent Gbagbo |
| ------------------------------ | ---------------------------- | -------------------------------------------------- | --------------------------------------------- | ------------------------------------------------------------------ | ---------------------------- | ---------------------------- | ---------------------------- | ---------------------------- | ---------------------------- | ---------------------------- |
|                                |                              | Moïse Lida Kouassi (1 an, 11 mois et 12 jours)     | FPI                                           | Ministre d'État, ministre de la Défense et de la protection civile |                              |                              |                              | 30 octobre 2000              | 10 décembre 2000             | Affi N'Guessan I             |
| 10 décembre 2000               | 5 août 2002                  | Moïse Lida Kouassi (1 an, 11 mois et 12 jours)     | FPI                                           | Ministre d'État, ministre de la Défense et de la protection civile | Affi N'Guessan II            |                              |                              |                              |                              |                              |
| 5 août 2002                    | 1er octobre 2002             | Moïse Lida Kouassi (1 an, 11 mois et 12 jours)     | FPI                                           | Ministre d'État, ministre de la Défense et de la protection civile | Affi N'Guessan III           |                              |                              |                              |                              |                              |
| 1er octobre 2002               | 12 octobre 2002              | Moïse Lida Kouassi (1 an, 11 mois et 12 jours)     | FPI                                           | Ministre d'État, ministre de la Défense et de la protection civile | Affi N'Guessan IV            |                              |                              |                              |                              |                              |
|                                |                              | Laurent Gbagbo (3 mois et 29 jours)                | FPI                                           | Ministre de la Défense de facto                                    | Affi N'Guessan IV            |                              | Bertin Kadet                 | FPI                          | 12 octobre 2002              | 10 février 2003              |
|                                |                              | Assoa Adou (7 mois et 2 jours)                     | FPI                                           | Ministre de la Défense par intérim                                 |                              |                              |                              | 10 février 2003              | 12 septembre 2003            | Diarra II                    |
|                                |                              | René Amani (2 ans, 3 mois et 16 jours)             | Indépendant                                   | Ministre de la Défense                                             |                              |                              |                              | 12 septembre 2003            | 28 décembre 2005             | Diarra II                    |
|                                |                              | René Aphing Kouassi (1 an, 3 mois et 1 jour)       | PDCI                                          | Ministre de la Défense                                             |                              |                              |                              | 28 décembre 2005             | 16 septembre 2006            | Banny I                      |
| 16 septembre 2006              | 29 mars 2007                 | René Aphing Kouassi (1 an, 3 mois et 1 jour)       | PDCI                                          | Ministre de la Défense                                             | Banny II                     |                              |                              |                              |                              |                              |
|                                |                              | Michel Amani N'Guessan (3 ans, 7 mois et 29 jours) | FPI                                           | Ministre de la Défense                                             |                              |                              |                              | 7 avril 2007                 | 23 février 2010              | Soro I                       |
| 23 février 2010                | 6 décembre 2010              | Michel Amani N'Guessan (3 ans, 7 mois et 29 jours) | FPI                                           | Ministre de la Défense                                             | Soro II                      |                              |                              |                              |                              |                              |
|                                |                              | Alain Dogou (4 mois et 5 jours)                    | FPI                                           | Ministre de la Défense                                             |                              |                              |                              | 7 décembre 2010              | 11 avril 2011                | Aké N'Gbo                    |
| Présidence d'Alassane Ouattara |                              |                                                    |                                               |                                                                    |                              |                              |                              |                              |                              |                              |
|                                |                              | Guillaume Soro (11 mois et 2 jours)                | RDR                                           | Ministre de la Défense                                             |                              |                              |                              | 11 avril 2011                | 1er juin 2011                | Soro III                     |
|                                | Paul Koffi Koffi             | Guillaume Soro (11 mois et 2 jours)                | RDR                                           | Ministre de la Défense                                             | RDR                          | 1er juin 2011                | 13 mars 2012                 | Soro IV                      |                              |                              |
|                                | Paul Koffi Koffi             |                                                    | Alassane Ouattara (4 ans, 9 mois et 29 jours) | RDR                                                                | RDR                          | Ministre de la Défense       | 13 mars 2012                 | 22 novembre 2012             | Ahoussou-Kouadio             |                              |
| 22 novembre 2012               | Paul Koffi Koffi             | 13 janvier 2016                                    | Alassane Ouattara (4 ans, 9 mois et 29 jours) | RDR                                                                | RDR                          | Ministre de la Défense       | Duncan IV                    |                              |                              |                              |
|                                | Alain-Richard Donwahi        | Indépendant                                        | Alassane Ouattara (4 ans, 9 mois et 29 jours) | RDR                                                                | 13 janvier 2016              | Ministre de la Défense       | 11 janvier 2017              | Duncan V                     |                              |                              |

### Troisième République
| Ministre                                | Ministre                       | Ministre                                           | Parti                          | Intitulé                           | Ministre délégué               | Ministre délégué               | Ministre délégué               | Début                          | Fin                            | Gouvernement                   |
| Présidence d'Alassane Ouattara          | Présidence d'Alassane Ouattara | Présidence d'Alassane Ouattara                     | Présidence d'Alassane Ouattara | Présidence d'Alassane Ouattara     | Présidence d'Alassane Ouattara | Présidence d'Alassane Ouattara | Présidence d'Alassane Ouattara | Présidence d'Alassane Ouattara | Présidence d'Alassane Ouattara | Présidence d'Alassane Ouattara |
| --------------------------------------- | ------------------------------ | -------------------------------------------------- | ------------------------------ | ---------------------------------- | ------------------------------ | ------------------------------ | ------------------------------ | ------------------------------ | ------------------------------ | ------------------------------ |
|                                         |                                | Alassane Ouattara (6 mois et 8 jours)              | RDR                            | Ministre de la Défense             |                                | Alain-Richard Donwahi          | Indépendant                    | 11 janvier 2017                | 19 juillet 2017                | Coulibaly I                    |
|                                         |                                | Hamed Bakayoko (3 ans, 7 mois et 19 jours)         | RDR / RHDP                     | Ministre de la Défense             |                                |                                |                                | 19 juillet 2017                | 10 juillet 2018                | Coulibaly I                    |
| 10 juillet 2018                         | 4 septembre 2019               | Hamed Bakayoko (3 ans, 7 mois et 19 jours)         | RDR / RHDP                     | Ministre de la Défense             | Coulibaly II                   |                                |                                |                                |                                |                                |
| 4 septembre 2019                        | 10 mars 2021                   | Hamed Bakayoko (3 ans, 7 mois et 19 jours)         | RDR / RHDP                     | Ministre de la Défense             | Coulibaly III/Bakayoko         |                                |                                |                                |                                |                                |
|                                         |                                | Téné Birahima Ouattara (4 ans, 4 mois et 30 jours) | RHDP                           | Ministre de la Défense par intérim | Coulibaly III/Bakayoko         |                                |                                |                                | 8 mars 2021                    | 6 avril 2021                   |
| Ministre d'État, ministre de la Défense | 6 avril 2021                   | Téné Birahima Ouattara (4 ans, 4 mois et 30 jours) | RHDP                           | 20 avril 2022                      | Achi I                         |                                |                                |                                |                                |                                |
| Ministre d'État, ministre de la Défense | 20 avril 2022                  | Téné Birahima Ouattara (4 ans, 4 mois et 30 jours) | RHDP                           | 6 octobre 2023                     | Achi II                        |                                |                                |                                |                                |                                |
| Ministre d'État, ministre de la Défense | 18 octobre 2023                | Téné Birahima Ouattara (4 ans, 4 mois et 30 jours) | RHDP                           | En fonction                        | Beugré Mambé                   |                                |                                |                                |                                |                                |